# Sceloporus heterolepis
Sceloporus heterolepis (південна непарнолуската ігуана) — вид ігуаноподібних ящірок родини фриносомових (Phrynosomatidae). Ендемік Мексики.

## Поширення і екологія
Південні непарнолускаті ігуани мешкають в горах на заході Трансмексиканського вулканічного поясу та на півночі Південної Сьєрра-Мадре, від центрального і східного Халіско (на південь від Ріо-Гранде-де-Сантьяго) до західного Мічоакана. Вони живуть в соснових, дубових і ялицевих гірських лісах. Зустрічаються на висоті від 1250 до 3000 м над рівнем моря.